# Mundo Gloob
Mundo Gloob（ムンド・グルーブ）とはブラジルの放送局である。
略称はGloob。

## 主なアニメ・ドラマ・バラエティー・音楽番組
タイトル名は全てポルトガル語である。主なアニメ・ドラマなどは全て書かれているわけではなくあくまでも一部である。日本では未放送のもある。
- Miraculous: As Aventuras de Ladybug(アニメ)
- D.P.A(ドラマ)
- BUGADOS(ドラマ)
- MABELÍSSIMA(ドラマ)
- ROLÊ GLOOB(バラエティー)
- THE VOICE KIDS(音楽番組)
- MEGA MAN(アニメ)
- ESCOLA DE GÊNIOS(ドラマ)
- FUJA SE FOR CAPAZ(ドラマ)
- ESQUADRÃO BIZARRO(ドラマ)